# Tyszka Chodkiewicz Koroniewski
Tyszka Chodkiewicz Koroniewski (Koreniewski, Korzeniewski) – właściciel nieistniejącej obecnie wsi Koreniewo koło Jurkowszczyzny w pobliżu Kamieńca Litewskiego. Prawdopodobnie potomek Chodki Juriewicza (zm. po 1447), uważanego za protoplastę Chodkiewiczów, Pociejów i Wołłowiczów. 
Ojciec Pateja Tyszkiewicza, pradziad  Adama Hipacego Pocieja.
Zginął z ręki Jerzego Paca podczas rozstrzygania sporu granicznego.
Oprócz przodka Pociejów - Pateja - miał jeszcze trzech synów: Piotra, Iwaszkę i Możejkę. Potomkowie tych synów używali nazwiska Korzeniewski lub Korzeniowski i herbu Waga. Niektórzy pisali się Możejko Korzeniewski.